# Vương thủy

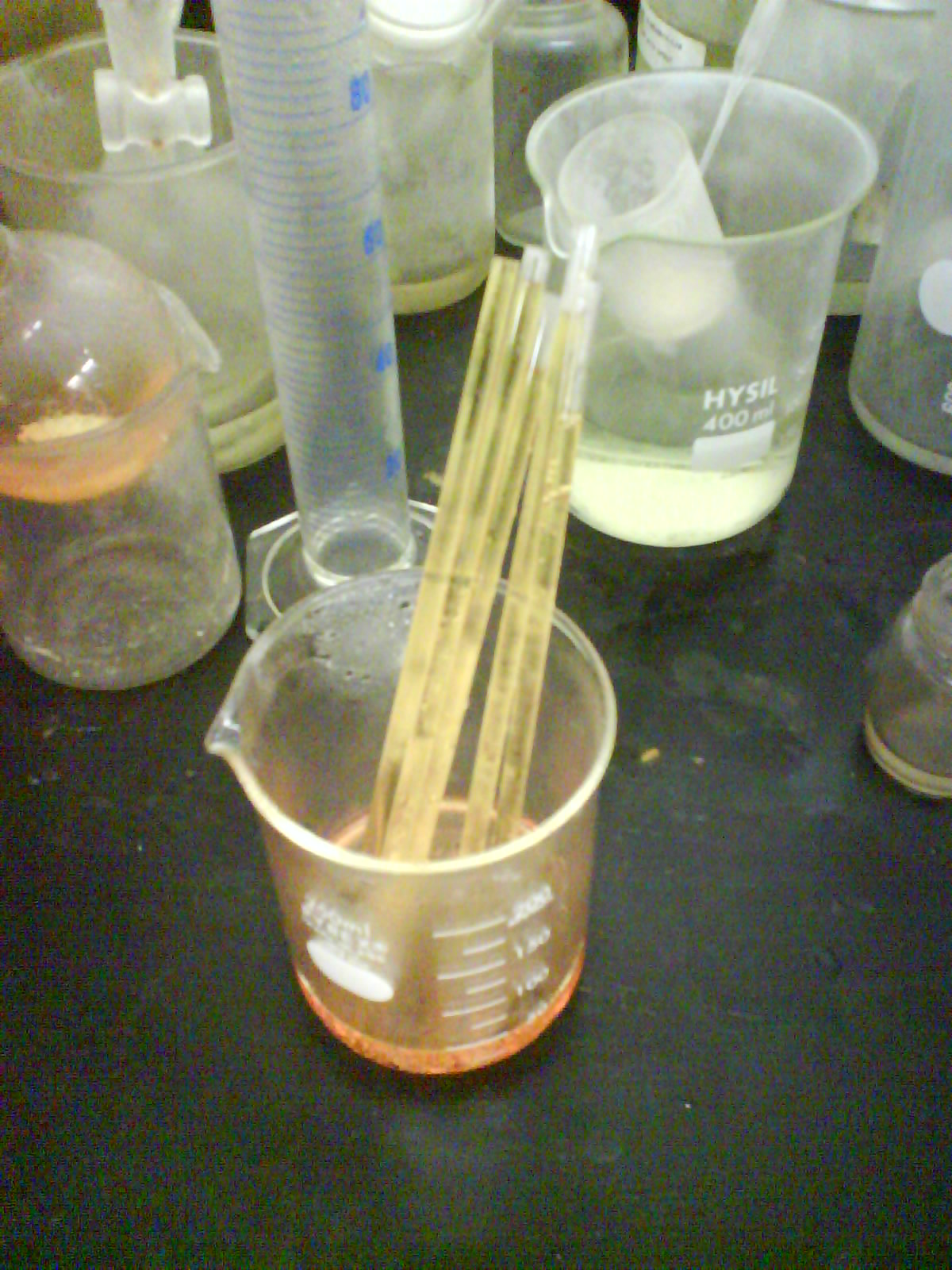
Vương thủy vốn không màu, nhưng nhanh chóng ngả vàng sau vài giây. Trong hình là vương thủy mới được bỏ vào các ống nghiệm NMR để loại bỏ các chất hữu cơ.

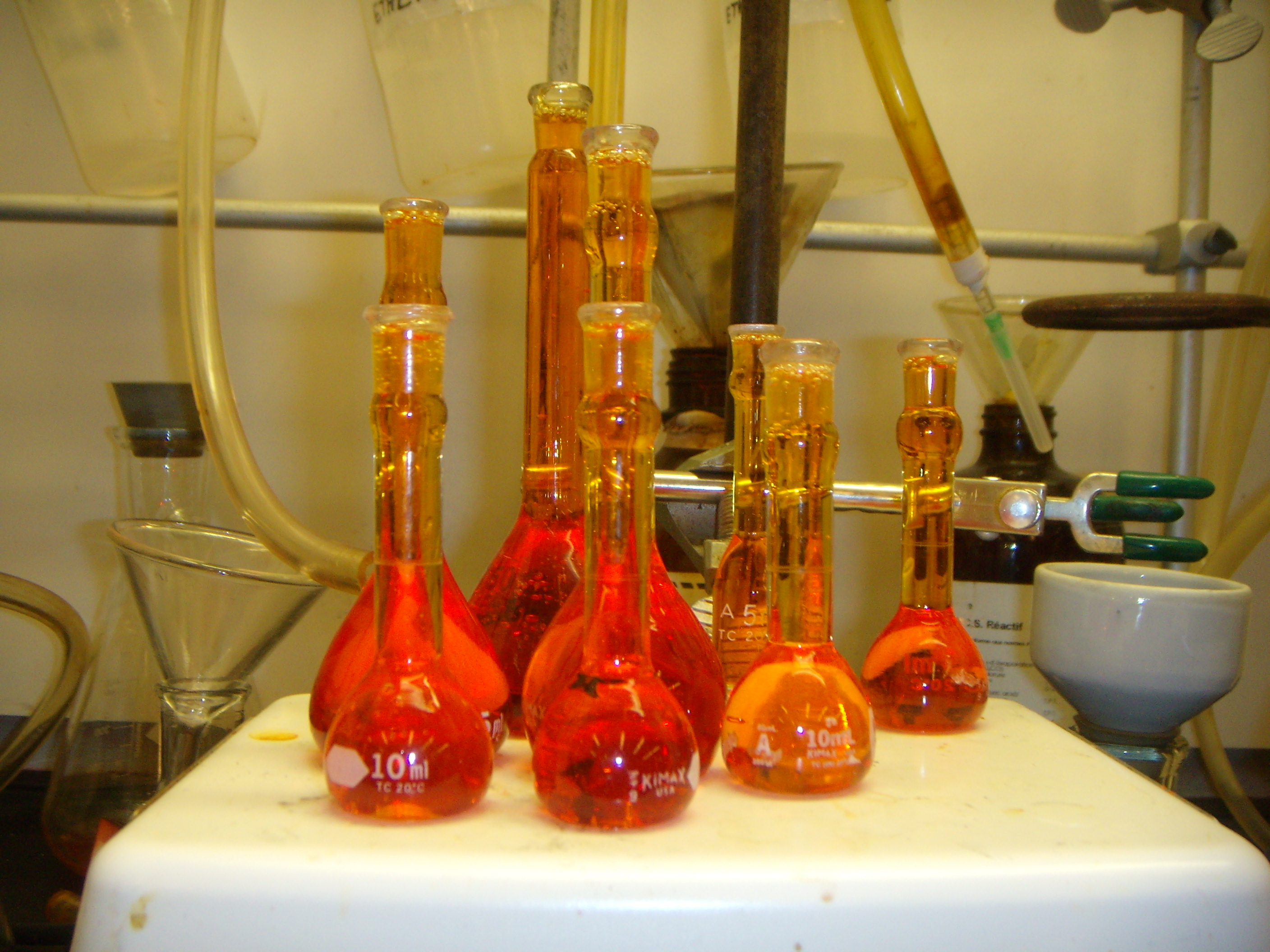
Vương thủy mới pha chế dùng để khử cặn muối kim loại.

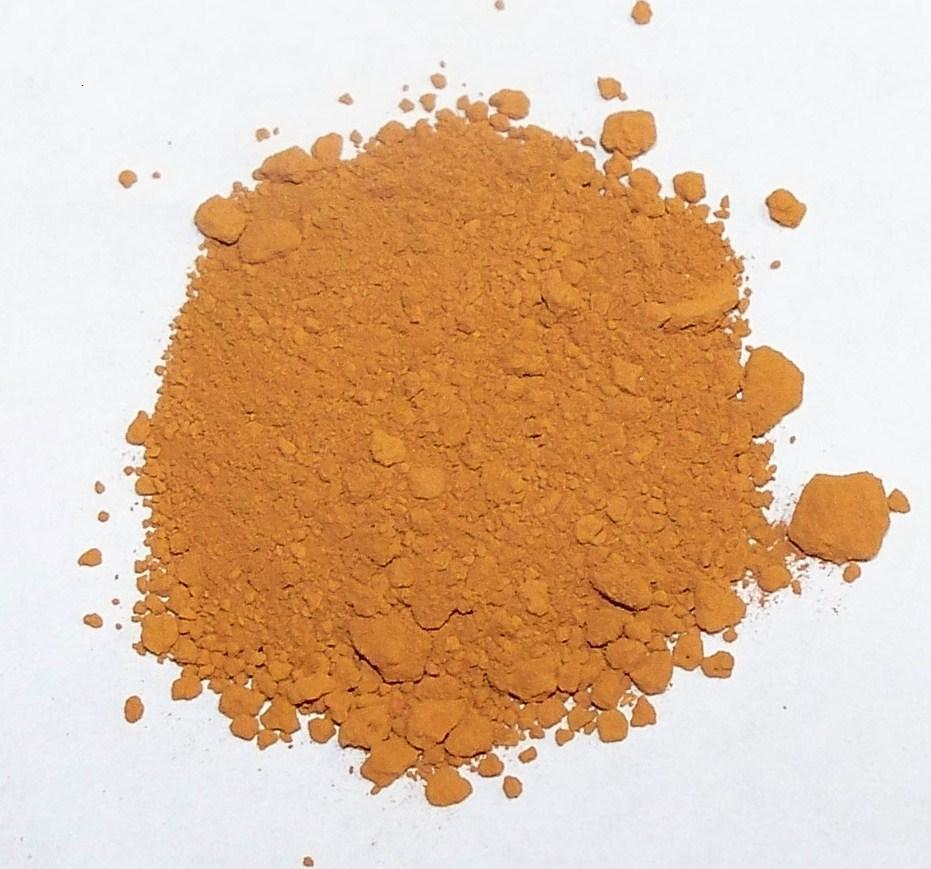
Kết tủa vàng nguyên chất được tạo thành từ quá trình lọc hoá chất bằng vương thủy

Vương thủy [Hán Việt: 王水] hay vương toan [Hán Việt: 王酸]; tên tiếng Latinh là aqua regia, tức "nước hoàng gia") là chất ăn mòn mạnh, ở dạng lỏng, màu vàng, dễ bay hơi. Nó được tạo thành bằng cách trộn lẫn dung dịch acid nitric đậm đặc và dung dịch acid hydrochloric đậm đặc, tối ưu là ở tỉ lệ mol 1:3. Nó là một trong số ít thuốc thử có khả năng hòa tan vàng và bạch kim. Nó có tên gọi "aqua regia" vì đặc tính có thể hòa tan được những kim loại "hoàng tộc" hoặc "quý tộc", mặc dù tantal, iridi, và một vài kim loại cực kỳ thụ động khác không bị hòa tan trong vương thủy. Nó được sử dụng trong việc khắc bằng acid và trong những thủ tục phân tích. Do có sự hình thành các chất dễ bay hơi là nitrosyl chloride (NOCl) và khí chlor, vương thủy sẽ nhanh chóng mất tác dụng cho nên nó chỉ được pha trộn khi cần sử dụng.

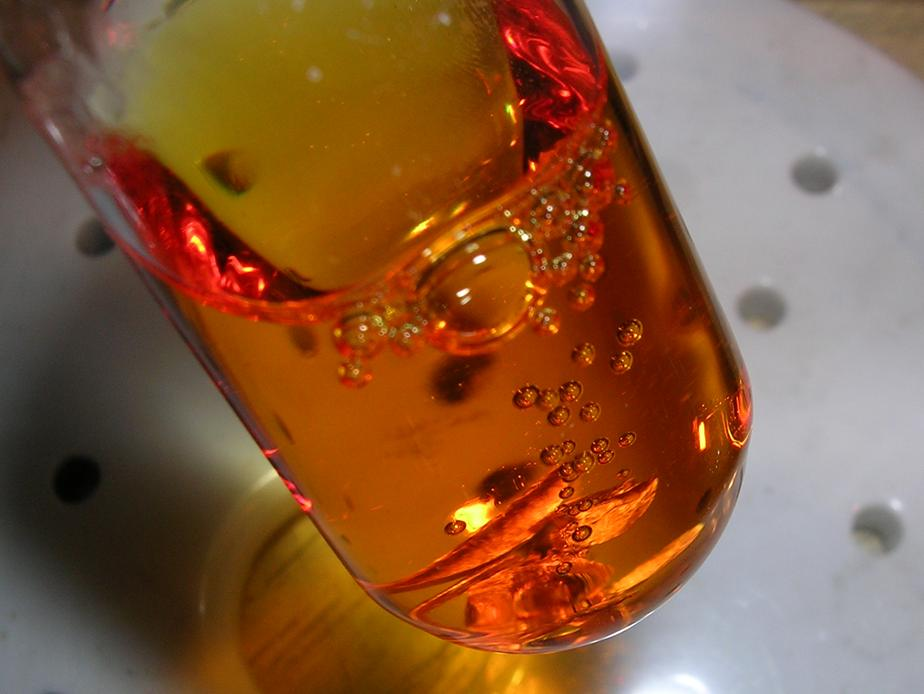
Bạch kim tan trong vương thủy

## Một số phương trình phản ứng
Các acid riêng biệt trong vương thủy tự nó không thể hòa tan được vàng. Khi kết hợp với nhau tạo thành vương thủy, mỗi acid thực hiện một nhiệm vụ khác nhau. Acid nitric (chất oxy hóa mạnh) sẽ hòa tan một lượng rất nhỏ vàng, tạo ra những ion vàng (Au+
3). Acid hydrochloric sẵn sàng cung cấp những ion chlor (Cl−
), các ion này sẽ kết hợp với ion vàng để tạo ra các anion chloraurat (AuCl−
4). Vì phản ứng với acid hydrochloric là phản ứng hoàn toàn nên các ion vàng sẽ kết hợp hết với các ion chlor, cho phép sự oxy hóa vàng tiếp tục diễn ra. Cứ như vậy, vàng sẽ bị hòa tan hết. Thêm vào đó, vàng có thể bị oxy hóa bởi chlor tự do. Các phương trình của những phản ứng trên được biểu diễn như sau:
Au (rắn) + 3 NO−
3 (dung dịch) + 6 H+
 (dung dịch) → Au+
3 (dung dịch) + 3 NO
2 (khí) + 3 H
2O (lỏng)
Au+
3 (dung dịch) + 4 Cl−
 (dung dịch) → AuCl−
4 (dung dịch)
Phản ứng oxy hóa trong trường hợp sản phẩm tạo thành là nitơ monoxide thay vì nitơ dioxide:
Au (rắn) + NO−
3 (dung dịch) + 4 H+
 (dung dịch) → Au+
3 (dung dịch) + NO (khí) + 2 H
2O (lỏng)
Chuỗi phản ứng hòa tan bạch kim trong vương thủy (tương tự như với vàng):
Pt (rắn) + 4 NO−
3 (dung dịch) + 8 H+
 (dung dịch) → Pt+
4 (dung dịch) + 4 NO
2 (khí) + 4 H
2O (lỏng)
Pt (rắn) + NO−
3 (dung dịch) + H+
 (dung dịch) → Pt+
4 (dung dịch) + NO (khí) + H
2O (lỏng)
Ion bạch kim sau khi bị oxy hóa lại phản ứng với ion chlor tạo thành ion chloroplatinat.
Pt+
4 (dung dịch) + 6 Cl−
 (dung dịch) → PtCl−
62 (dung dịch)
Trong thực tế, phản ứng của bạch kim với vương thủy phức tạp hơn. Những phản ứng ban đầu tạo ra hỗn hợp acid chloroplatinơ (H
2PtCl
4) và nitrosoplatinic chloride ((NO)
2PtCl
4). Nitrosoplatinic chloride là chất rắn. Nếu muốn hòa tan hoàn toàn bạch kim, thì phản ứng tạo ra kết tủa nitrosoplatinic chloride dư với acid hydrochloric đậm đặc phải được thực hiện lặp đi lặp lại nhiều lần.
Pt (rắn) + 2 HNO
3 (dung dịch) + 4 HCl (dung dịch) → (NO)
2PtCl
4 (kết tủa) + 3 H
2O (lỏng) + 1/
2 O
2 (khí)
(NO)
2PtCl
4 (kết tủa) + 2 HCl (dung dịch) → H
2PtCl
4 (dung dịch) + NOCl (khí)
Acid chloroplatinơ có thể bị oxy hóa thành acid chloroplatinic khi phản ứng với khí chlor trong điều kiện đun nóng.
4H
2PtCl
4 (dung dịch) + Cl
2 (khí) → H
2PtCl
6 (dung dịch)

## Sự phân ly của vương thủy
Nếu trộn lẫn dung dịch acid nitric đậm đặc và dung dịch acid hydrochloric đậm đặc thì các phản ứng hóa học sẽ bắt đầu xảy ra. Những phản ứng này tạo ra các chất dễ bay hơi là nitrosyl chloride (NOCl) và khí chlor, dẫn đến sự bốc khói tự nhiên của vương thủy. Màu vàng của các chất này làm cho vương thủy có màu vàng đặc trưng. Vì các chất tạo thành bay hơi khỏi dung dịch, nên vương thủy sẽ mất hiệu nghiệm.
HNO
3 (dung dịch) + 3 HCl (dung dịch) → NOCl (khí) + Cl
2 (khí) + 2 H
2O (lỏng)
Nitrosyl chloride có thể bị phân ly thành nitơ monoxide và khí chlor. Đó là quá trình phân ly không hoàn toàn. Do đó, khói bốc lên từ vương thủy có chứa nitrosyl chloride, nitơ monoxide và khí chlor.
2 NOCl (khí) → 2 NO (khí) + Cl
2 (khí)

## Lịch sử
Khi Đức xâm chiếm Đan Mạch trong Chiến tranh thế giới thứ II, nhà hóa học người Hungary George de Hevesy đã hòa tan những huân chương Nobel bằng vàng của Max von Laue và James Franck vào vương thủy để ngăn không cho phát xít chiếm giữ. Ông đã cất giữ dung dịch sau phản ứng trên ngăn sách trong phòng thí nghiệm của mình tại Viện Niels Bohr. Sau chiến tranh, ông trở lại, thấy dung dịch không hề suy chuyển, tiến hành kết tủa để thu lại vàng ra khỏi acid. Số vàng này đã được hoàn trả về Viện Hàn lâm Khoa học Hoàng gia Thụy Điển để đúc lại những huân chương mới cho Laue và Franck.